# Zjednoczone Emiraty Arabskie na Letnich Igrzyskach Paraolimpijskich 2000
Zjednoczone Emiraty Arabskie na Letnich Igrzyskach Paraolimpijskich 2000 w Sydney reprezentowało  14 zawodników (wyłącznie mężczyzn). Zdobyli oni trzy srebrne i jeden brązowy medal. To były pierwsze igrzyska, na których emiraccy sportowcy zdobyli medale igrzysk paraolimpijskich. ZEA po raz trzeci brały udział w tej imprezie sportowej.

## Zdobyte medale
| Medal  | Sportowiec            | Dyscyplina    | Konkurencja          |
| ------ | --------------------- | ------------- | -------------------- |
| Srebro | Ahmed Saif Abu Muhair | lekkoatletyka | bieg na 400 m (T36)  |
| Srebro | Naseib Obaid Araidat  | lekkoatletyka | bieg na 400 m (T52)  |
| Srebro | Humaid Hassan Eisa    | lekkoatletyka | rzut oszczepem (F52) |
| Brąz   | Ahmed Saif Abu Muhair | lekkoatletyka | bieg na 200 m (T36)  |

## Wyniki

### Lekkoatletyka
- Khamis Masood Abdullah – rzut dyskiem F34, 6. miejsce (26,05 m)[2].
- Ahmed Saif Abu Muhair
  - bieg na 200 m T36 – 3. miejsce (26,94 s)[3],
  - bieg na 400 m T36 – 2. miejsce (57,74 s)[4],
  - bieg na 800 m T36 – 5. miejsce w biegu półfinałowym (2:36,09)[5].
- Ali Qambar Al-Ansari
  - bieg na 100 m T37 – 8. miejsce w finale (13,04 s)[6],
  - bieg na 200 m T37 – 6. miejsce w finale (26,19 s)[7],
  - bieg na 400 m T37 – 6. miejsce w finale (57,51 s)[8].
- Essa Buti Al-Muhairabi – rzut oszczepem F20, 5. miejsce (39,48 m)[9].
- Ahmed Rashed Al-Shamisi
  - rzut maczugą F51 – 7. miejsce (24,38 m)[10],
  - rzut dyskiem F51 – 10. miejsce (9,65 m)[11].
- Ayed Alhababi – bieg na 100 m T53, 6. miejsce w biegu półfinałowym (17,36 s)[12].
- Juma Salem Ali – rzut dyskiem F51, 6. miejsce (13,71 m)[11].
- Naseib Obaid Araidat
  - bieg na 100 m T52 – 4. miejsce w finale (18,84 s)[13],
  - bieg na 200 m T52 – 5. miejsce w finale (34,83 s)[14],
  - bieg na 400 m T52 – 2. miejsce w finale (1:04,95)[15].
- Mohamed Bin Dabbas – rzut dyskiem F34, 5. miejsce (27,31 m)[2].
- Hassan Ali Dalam
  - bieg na 100 m T36 – 5. miejsce w finale (13,38 s)[16],
  - bieg na 200 m T36 – 6. miejsce w finale (28,71 s)[3],
  - bieg na 400 m T36 – 8. miejsce w finale (1:08,36)[4].
- Humaid Hassan Eisa
  - rzut dyskiem F54 – 9. miejsce (21,96 m)[17],
  - rzut oszczepem F52 – 2. miejsce (15,48 m)[18],
  - pchnięcie kulą F52 – nie wystartował[19].
- Mana Abdulla Sulaiman
  - rzut maczugą F51 – 12. miejsce (19,80 m)[10],
  - rzut dyskiem F51 – 8. miejsce (12,24 m)[11].

### Podnoszenie ciężarów
- Mohamed Khamis Khalaf – do 82,5 kg, 4. miejsce (205 kg)[20].
- Gholam Khorshid Rahiminia – do 60 kg, 9. miejsce (137,5 kg)[21].